# Fattigdomsfälla
En fattigdomsfälla är en mekanism genom vilken de fattiga eller vissa grupper fattiga förhindras eller har svårt att förbättra sin ekonomiska situation.
Ofta beror inkomsterna på utbildningsnivå; fattiga har ofta inte råd att utbilda sig på grund av direkta eller indirekta kostnader för utbildningen. Också mindre kostnader för verktyg och liknande kan förhindra förvärvsarbete.
I välfärdsstater är inkomstfällorna ofta kopplade till bidragssystemet: den fattiga kanske inte har råd att ta ett arbete för att bidragsbortfall, inkomstskatt och ökade kostnader (arbetsresor, dagvård för barn etc.) inte uppvägs av de ökade inkomster som lönen innebär. Också då arbete i princip lönar sig kan den direkta inkomstökningen vara obetydlig eller likviditetsproblem omöjliggöra en del anställningar (om t.ex. utbetalning av bidrag upphör och privat dagvård måste betalas genast medan lönen utbetalas senare).

## Finland och Sverige
Problematiken har i Finland och Sverige diskuterats främst vad gäller arbetslösa för vilka det inte är ekonomiskt lönande att ta emot ett arbete samt låginkomsttagare för vilka det inte är ekonomiskt lönsamt att arbeta fler timmar. Trots att diskussionen långt gällt de samhällsekonomiska implikationerna har den inte baserats på någon gedigen forskning om sambandet mellan privatekonomiska incitament och den faktiska benägenheten att söka eller ta emot arbete eller att öka arbetstiden.
I Sverige diskuterades problematiken under namnet marginaleffekter. Diskussionen ledde till en stor skattereform 1991. I den finländska debatten har ordet "flitfälla" (finska: kannustinloukku, "incitamentsfälla") använts. Ordet flitfälla betecknar en situation där marginaleffekten överstiger hundra procent.
Situationer där marginaleffekterna konstaterats överstiga hundra procent i Finland innefattar familjer med utkomststöd, där det inte lönar sig för den ena vuxna att börja förvärvsarbeta om inte den andra också kan göra det, och familjer med barn i dagvård. Avgifterna för dagvård har sedermera justerats och ändringar i beskattning och arbetslöshetsunderstöd har minskat sådana situationer, men fortfarande är de direkta ekonomiska incitamenten att ta emot arbete små eller obefintliga i många grupper.
I Sverige har motsvarande situation konstaterats för bland annat underhållsskyldiga med låg lön, lågavlönade ensamföräldrar med mer än ett barn och medelavlönade ensamföräldrar med ett barn.